# فرودگاه شهرستان کمبریج (نبراسکا)
فرودگاه شهرستان کمبریج (نبراسکا) (به انگلیسی: Cambridge Municipal Airport (Nebraska)) یک فرودگاه همگانی بهره‌برداری هوایی است که یک باند فرود آسفالت دارد و طول باند آن ۱۲۴۹ متر است. این فرودگاه در کشور ایالات متحده آمریکا قرار دارد و در ارتفاع ۷۳۶ متری از سطح دریا واقع شده‌است.